# Naturlig klippebue
En naturlig bue, naturlig klippebue eller blot klippebue er landskabsform, hvor en bue er blevet skabt med en åbning nedenunder. Naturlige klippebuer skabes normalt hvor klipper bliver udsat fra erosion fra havet, floder eller forvitring.
De fleste naturlige klippebuer dannes af smalle finner af klippe eller stakke der består af sandsten eller kalksten med stejle, ofte vertikale, klippesider. Formationerne bliver smallere som følge af erosion over en geologisk tidsskala. Den blødere klippestratum eroderer væk og skaber klippefremspring eller alkover på hver side af formationen under et relativt hårdere stratum. Alkoverne eroderer yderligere fra hver side indtil de mødes og skaber buen. Erosionsprocessen udnytter svagheder i den blødere klippe og skaber sprækker og fjerner materiale hurtigere end den hårdere klippe ovenover; klippebuen over fortsætter dog med at erodere og vil til sidst kollapse.
Den største naturlige klippebue er Xianrenbroen i Kina, der har et spænd på 122 ± 5 meter.

## Notable naturlige buer

### Afrika
- Aloba Arch, Tchad
- Boatswain Bird Island, Ascension Island
- Bogenfels, Namibia
- Goedehoop natural rock bridge, Sydafrika
- Hole-in-the-Wall, Øst-Kapprovinsen, Sydafrika
- Tassili n'Ajjer og Tadrart Rouge, to bjergkæder med mange buer, Algeriet
- Tukuyu naturlig bro, Tanzania
- Wolfberg Arch, Cederberg, Vest-Kapprovinsen, Sydafrika

### Antarktis
- Kerguelen Arch, Christmas Harbour, på Kerguelen Islands (kollapsede omkring 1910)[2]
- Scott Island i ved Antarktis har en naturlig bue

### Asien
- Arch Cave, Galilee, Israel
- Burdah Bridge, Wadi Rum, Jordan
- Baatara gorge waterfall i Tannourine, Libanon har tre naturlige buer
- Engetsu Island, Shirahama, Wakayama, Japan
- Hawrah Natural Bridge, Neill Island, Andaman Islands, Indien
- Hazarchishma Natural Bridge, Bamiyan-provinsen, Afghanistan
- Jabal Umm Fruth Bridge, Jordan
- Jebel Kharaz, Wadi Rum, Jordan
- "Jisr al-Hajar" eller "Stone Bridge" i Mzaar Kfardebian, Libanon
- Elephant Trunk Hill, Guilin, Guangxiprovinsen, Kina
- Moon Hill, Guangxi-provinsen, Kina
- Natural Arch, Tirumala hills, Tirumala, Indien
- The Pigeons' Rock kendt som Raouché i Beirut, Libanon
- Punarjani Guha, naturlig tunnel i Thrissur distriktet i Kerala, Indien
- Rock Bridge of Gulanchwadi, Narayangaon, Maharashtra, Indien[3]
- Shipton's Arch, Xinjiang, Kina
- Steller's Arch på Bering Ø, Rusland
- Tianmen Mountain, Zhangjiajie, Kina
- Xianren Bridge, Kina
- The Great White Hole of Krabi, Krabi, Thailand[4]
- Mountain Angel Eye, Cao Bằng, Vietnam[5]

### Europa
- Albandeira Arch, Lagoa, Algarve, Portugal
- Arco Naturale, Capri, Italien
- Azure Window, Gozo, Malta[6] (kollapset i 2017)
- Blå vindue eller Sælhulen i den Korinthiske Bugt, ud for Alkyoniderne, Grækenland
- Bow Fiddle Rock, Portknockie, Skotland
- Chaos de Montpellier-le-Vieux, Frankrig
- Drangarnir, Færøerne
- Durdle Door, Dorset, England
- Dyrhólaey, Island
- Els Arcs, Castell de Castells, Spanien
- Es Pontàs, Spanien
- Étretat, Frankrig
- Forunderlige broer, Bulgarien
- Geropotamos-brøn, Kreta, Grækenland
- Għar Qawqla, Gozo, Malta (kollapset i 1900-tallet)
- Green Bridge of Wales, Pembrokeshire, Wales
- Hajdučka vrata, Čvrsnica, Bosnien og Herzegovina
- Inland Sea, Gozo, Malta[6]
- KKuhstall, Tyskland
- Lalaria beach arch, Skiathos Island, Grækenland
- Malá Pravčická brána, Czech Republic
- Marinha Beach, Caramujeira, Lagoa, Algarve, Portugal
- Marsden Rock, South Shields, England (kollapset i 1996)
- Monte Forato, Tuscany, Italien
- Ófærufoss, Island (kollapset i vinteren 1992/1993)
- Pistyll Rhaeadr, Wales
- Ponoarele, Rumænien (Podul lui Dumnezeu, eller Guds Bro)
- Pont d'Arc, Frankrig
- Pravčická brána, Tjekkiet
- Trypitòs-buen på Paxi, Grækenland
- Wied il-Mielaħ Window, Gozo, Malta[6]

### Nordamerika

#### Canada
- Percé Rock, Quebec

#### Caribbean
- Natural Bridge, Aruba (kollapset i 2005)

#### Mexico
- El Arco de Cabo San Lucas, Baja California Sur

#### USA
Skabelon:Uddbyende
- Anacapa Island, Channel Islands National Park, Californien
- Angel Arch, Utah
- Arch Creek, Florida
- Arch Rock, Michigan
- Ayres Natural Bridge Park, Wyoming
- Bell Smith Springs, Illinois
- Blackwater Natural Bridge, Wyoming
- Bryce Canyon National Park, Utah
- Corona Arch, Utah
- Creelsboro Natural Bridge, Kentucky
- Delicate Arch, Utah
- Druid Arch, Utah
- Eye of the Needle, Montana
- Goat Rock Beach, Californien
- Grosvenor Arch, Utah
- Holei Sea Arch, Hawaii Volcanoes nationalpark, Hawaii
- Honopū Arch, Hawaii
- Koger Arch, Kentucky[8]
- Kolob Arch, Zion National Park, Utah
- Landscape Arch, Utah
- Mesa Arch, Utah
- Natural Arch, Kentucky[9][10]
- Natural Bridge, Virginia
- Natural Bridge Caverns, Texas
- Natural Bridge of Arkansas[11]
- Natural Bridge Park, Alabama
- Natural Bridge State Park, Kentucky
- Natural Bridge State Park, Massachusetts
- Natural Bridge State Park, Wisconsin
- Natural Bridges National Monument, Utah
- Natural Bridges State Beach, Californien
- Rainbow Bridge National Monument, Utah
- Rattlesnake Canyon, Colorado
- Rialto Beach, Olympic National Park, Washington
- Rock Bridge Memorial State Park, Missouri
- Rockbridge State Nature Preserve, Ohio
- Sewanee Natural Bridge, Tennessee
- Sipapu Bridge, Utah
- An arch at Tettegouche State Park, Minnesota, kollapset i 2010.[12]
- Three Arch Rocks National Wildlife Refuge, Oregon
- Tonto Natural Bridge, Arizona
- Twin Arches, Big South Fork National River and Recreation Area, Tennessee[13]
- Window Rock, Arizona
- Wrather Arch, Arizona
- Yahoo Arch, Kentucky

### Oceanien

#### Australien
- London Arch, Port Campbell National Park, Victoria, Australien (en af de to buer kollapsede i 1990)
- Natural Bridge, Springbrook National Park, Queensland, Australien
- Nature's Window, Kalbarri National Park. Western Australia, Australien

#### New Zealand
- Mangapohue Natural Bridge, New Zealand
- Oparara Basin Arches, New Zealand
- "The Hole in the Rock", Piercy Island, Cape Brett, New Zealand
- Tunnel Beach arch, Dunedin, New Zealand

### Sydamerika
- Arch Islands, Falklandsøerne
- Darwin's Arch, Galápagos Islands, Ecuador (kollapset i 2021)
- Icononzo, Colombia
- La Portada, Chile
- Pedra Furada, Ceará, Brasilien
- Pedra Furada, Piauí, Brasilien
- Pedra Furada, Santa Catarina, Brasilien
- Puente del Inca, Argentina
- Sete Cidades National Park, Brasilien
- San Rafael Falls, Ecuador (dannet i 2020, kollapset i 2021)